# Улица Червонного Казачества
Улица Черво́нного Каза́чества — улица в Кировском районе Санкт-Петербурга. Проходит от проспекта Стачек до улицы Примакова. Названа в честь Червонного казачества.

## История
История переименований:
- улица Червонного Казачества (с 16.01.1964)
- улица Красного Казачества (1965)
- Южное шоссе (27.02.1941 — 16.01.1964)
- Краснокабацкое шоссе (1910-е — 27.02.1941)
- Красно-Кабацкая дорога (1850—1910-е)
- Перепутная улица (1896 — 1940-е)

Червонное казачество — название первой регулярной армии Советской Украины (сформировалась в январе 1918 года). У истоков Червонного казачества стоял Виталий Маркович Примаков (1897—1937), ставший в октябре 1920 года командиром 1-го Корпуса червонного казачества. Улица Примакова переходит в улицу Червонного Казачества. Обе улицы получили названия согласно решению от 16 января 1964 года.
В 1960—1962 годах квартал между улицами Автовской, Краснопутиловской и Червонного Казачества был застроен типовыми крупнопанельными домами Автовского домостроительного комбината.
Красно-Кабацкая дорога получила название по не существующему ныне Красному кабачку, который находился у нынешнего главного входа на Красненькое кладбище ещё с петровских времён.
Другая часть улицы, от Царскосельской (Краснопутиловской) на север, с 1896 года называлась Перепутной. Остался маленький отрезок, который в итоге вошёл в улицу Червонного Казачества.
Шефом 9-го полка Червонного казачества был завод «Красный путиловец» (ныне Кировский завод). После Гражданской войны многие бойцы полка пришли на «Красный путиловец».

## Здания и сооружения
- Красненькое кладбище
- «Цирк в Автово»
- Кронштадтский путепровод
- ж/д станция Автово
- дома серии ГИ (продукция Автовского ДСК)

## Пересечения
- Кронштадтская улица
- проспект Стачек
- Автовская улица
- Краснопутиловская улица
- улица Примакова